# Seemaus
Die Seemaus (Aphrodita aculeata) ist ein besonders auffälliger Vertreter der vielborstigen Ringelwürmer, der sich räuberisch vor allem von anderen Vielborstern ernährt. Sie gehört zu den Phyllodocida.
2007 war sie „Wurm des Jahres“. Ihr in allen Regenbogenfarben schillerndes Borstenkleid dient Physikern als Modell für neuartige Glasfaserkabel.

## Beschreibung
Der Körper der Seemaus ist oval und bis 20 cm lang (dann 40 Segmente). Die Rückenseite und die Flanken sind dicht mit Borsten besetzt, die seitlichen Borsten sind buntschillernd. Die Bauchseite ist abgeflacht und von braun-gelber Farbe.

## Verbreitung
Die Seemaus findet sich ausschließlich in der nördlichen Hemisphäre im Nordatlantik, dem Mittelmeer, der Nordsee sowie den Belts und dem Öresund im Übergang zur südlichen Ostsee. Sie lebt normalerweise in schlammigem Grund, sublitoral bis 1000 m Tiefe.

## Ernährung
Aphrodita aculeata ist ein Fleischfresser, der sich von anderen Polychaeten, teilweise aber auch von Schnurwürmern und kleinen Zehnfußkrebsen – darunter jungen Einsiedlerkrebsen – ernährt. In ihrem Darm wurden unter anderem Reste von Vielborstern der Gattungen Pectinaria, Lumbriconereis sowie der Familien Polynoidae und Nereidae gefunden. Zur bevorzugten Nahrung gehören Borstenwürmer der Familien Sabellidae und Terebellidae. Die erbeuteten Polychaeten können deutlich länger sein als der räuberische Polychaet: So frisst Aphrodita aculeata auch ausgewachsene Nereis virens. In Laborversuchen nahmen Seemäuse ohne Sandsubstrat oder solche auf der Sandoberfläche keine angebotenen Borstenwürmer an, während sie diese bereitwillig fraßen, wenn die Räuber im Sand vergraben waren.

## Etymologie
Ihren Namen verdankt die Seemaus skandinavischen Seeleuten, die sich von der Gestalt der Tiere an weibliche Genitalien erinnert fühlten. Sie übertrugen ihren umgangssprachlichen Ausdruck dafür auf diese haarigen Würmer.
Als Carl von Linné sie 1758 wissenschaftlich beschrieb, setzte er diese Tradition in etwas versteckterer Form weiter fort und benannte die Tiere nach Aphrodite, der griechischen Liebesgöttin.